# Nowoworonież
Nowoworonież (ros. Нововоронеж) – miasto w Rosji (obwód woroneski), nad Donem.
Liczba mieszkańców w 2005 roku wynosiła ok. 36 300.
W mieście działa elektrownia jądrowa składająca się z 5 reaktorów energetycznych typu WWER pracujących na paliwie jądrowym o nieznacznym wzbogaceniu (1,5 - 3%). Pierwszy reaktor osiągnął stan krytyczny w 1963 roku, a piąty – w 1979. Elektrownia osiągnęła moc 2455 MW(e), stając się jedną z największych elektrowni jądrowych w Europie. Zdumienie wywołały pierwsze wyniki eksploatacyjne: kampania pierwszego reaktora wynosi 550, a drugiego 770 dni bez wymiany paliwa. Zaś w ciągu pierwszych 5 lat eksploatacji tych dwóch reaktorów wyprodukowano 5 mld kWh, a już w 1977 roku – 10 mld kWh.